# Heinrich Schurtz
Heinrich Schurtz, född 11 december 1863 i Zwickau, död 2 maj 1903 i Bremen, var en tysk etnolog. 
Schurtz var assistent vid museet för natur-, folk- och handelskännedom i Bremen. Hans huvudarbete är Urgeschichte der Kultur (1900).